# Estadio Royal Bafokeng
El Royal Bafokeng es un estadio multipropósito, pero principalmente dedicado a la práctica del fútbol y del rugby, ubicado en la localidad de Phokeng, a 12 km de Rustenburg, en Sudáfrica. Recibe su nombre de la tribu Bafokeng, que habita la zona, y fue una de las sedes de la Copa Mundial de Fútbol de 2010.

## Historia
Construido en 1999, originalmente para la práctica del rugby, el estadio ha sido adecuado para la práctica del fútbol de cara a la Copa del Mundo. Tiene una capacidad de 38 000 espectadores, que para la disputa del Mundial de 2010 fue ampliado a 44 530 aficionados.
La remodelación del Royal Bafokeng se completó en marzo de 2009 para acoger cuatro partidos de la Copa FIFA Confederaciones 2009. Anteriormente había sido escenario de muchos encuentros de la Premier Soccer League, a pesar de que Rustenburg no cuenta con equipo propio. También en este estadio se han jugado encuentros oficiales de la Selección de fútbol de Sudáfrica.

## Eventos

### Copa Confederaciones 2009
El Royal Bafokeng fue uno de los cuatro estadios elegidos para albergar encuentros de la Copa FIFA Confederaciones 2009, disputada en Sudáfrica en junio de 2009. Los encuentros disputados en este estadio fueron:
| Fecha       | Fase            | Equipo        |                          | Resultado |                           | Equipo         | Espectadores                                                        |
| ----------- | --------------- | ------------- | ------------------------ | --------- | ------------------------- | -------------- | ------------------------------------------------------------------- |
| 14 de junio | Primera fase    | Nueva Zelanda | Bandera de Nueva Zelanda | 0 - 5     | Bandera de España         | España         | 21 649 Reporte Archivado el 17 de junio de 2009 en Wayback Machine. |
| 17 de junio | Primera fase    | Sudáfrica     | Bandera de Sudáfrica     | 2 - 0     | Bandera de Nueva Zelanda  | Nueva Zelanda  | 36 598 Reporte Archivado el 20 de junio de 2009 en Wayback Machine. |
| 21 de junio | Primera fase    | Egipto        | Bandera de Egipto        | 0 - 3     | Bandera de Estados Unidos | Estados Unidos | 23 140 Reporte Archivado el 24 de junio de 2009 en Wayback Machine. |
| 28 de junio | 3º y 4º puestos | España        | Bandera de España        | 3 - 2     | Bandera de Sudáfrica      | Sudáfrica      | 31 788 Reporte Archivado el 31 de julio de 2009 en Wayback Machine. |

### Copa Mundial de Fútbol 2010
Los encuentros disputados en el Royal Bafokeng durante la Copa Mundial de Fútbol de 2010 fueron los siguientes:
| Fecha        | Fase             | Equipo         |                           | Resultado |                           | Equipo         | Espectadores                                                        |
| ------------ | ---------------- | -------------- | ------------------------- | --------- | ------------------------- | -------------- | ------------------------------------------------------------------- |
| 12 de junio  | Primera fase     | Inglaterra     | Bandera de Inglaterra     | 1 - 1     | Bandera de Estados Unidos | Estados Unidos | 38 646 Reporte Archivado el 15 de junio de 2010 en Wayback Machine. |
| 15 de junio  | Primera fase     | Nueva Zelanda  | Bandera de Nueva Zelanda  | 1 - 1     | Bandera de Eslovaquia     | Eslovaquia     | 23 871 Reporte Archivado el 26 de junio de 2010 en Wayback Machine. |
| 19 de junio  | Primera fase     | Ghana          | Bandera de Ghana          | 1 - 1     | Bandera de Australia      | Australia      | 34 812 Reporte Archivado el 22 de junio de 2010 en Wayback Machine. |
| 22 de junio  | Primera fase     | México         | Bandera de México         | 0 - 1     | Bandera de Uruguay        | Uruguay        | 33 425 Reporte Archivado el 13 de junio de 2018 en Wayback Machine. |
| 24 de junio: | Primera fase     | Dinamarca      | Bandera de Dinamarca      | 1 - 3     | Bandera de Japón          | Japón          | 27 967 Reporte Archivado el 27 de junio de 2010 en Wayback Machine. |
| 26 de junio  | Octavos de final | Estados Unidos | Bandera de Estados Unidos | 1 - 2     | Bandera de Ghana          | Ghana          | 34 976 Reporte Archivado el 29 de junio de 2010 en Wayback Machine. |